# Jezioro Wronczyńskie Małe
Jezioro Wronczyńskie Małe – jezioro w zachodniej części Pojezierza Gnieźnieńskiego, w gminie Pobiedziska, w powiecie poznańskim. Leży na terenie Parku Krajobrazowego Puszcza Zielonka.
Jezioro jest jednym z kilku sąsiadujących akwenów położonych na Strudze Wierzenickiej. Sąsiaduje bezpośrednio od zachodu z jeziorem Wronczyńskim Wielkim. Nieco dalej, od wschodu, znajduje się jezioro Jerzyńskie. Ma powierzchnię 21 hektarów (wg danych z 1925 były to 22 hektary), długość 950 metrów, szerokość 350 metrów, maksymalną głębokość osiem metrów i średnią głębokość 3,9 metra. Tafla wody znajduje się na wysokości 95 m n.p.m.
Na północnym brzegu jeziora znajduje się wieś Wronczyn z dworem Jackowskich i kościołem św. Stanisława. Nad jeziorem istnieje stanowisko archeologiczne z okresu kultury łużyckiej i średniowiecza, a także zielona szkoła. Przez jezioro przebiega szlak kajakowy Puszcza Zielonka.
Zaborca pruski próbował wprowadzić niemieckojęzyczną nazwę jeziora: Klein Wronczyner.